# スリーター・キニー
スリーター・キニー（Sleater-Kinney）はアメリカ合衆国ワシントン州オリンピア出身の2人組み女性インディーズ・ロックバンド。バンド名の由来はオリンピア近郊のスリーター・キニー・ロードから。2006年8月に行われた大型ロック・フェス（ロラパルーザ）でのライヴを最後に活動を休止。2014年に再結成。
2019年7月にドラマーのジャネット・ワイスが脱退することが発表された。

## 経歴
バンドはコリン・タッカー－Corin　Tucker、キャリー・ブラウンスタイン－Carrie　Brownsteinにより立ち上げられ、ジャネット・ワイス－Janet Weissが『Dig Me Out』より参加している。1995年セルフタイトルアルバム『Sleater－Kinney』にてデビュー。その後も1996年に『Call the Doctor』、1997年に『Dig Me Out』などコンスタントにアルバムをリリースする。ただし、インディーズに強い拘りを持つことからメジャー・レーベルからのリリースはほとんどしていない。

## 音楽性
音楽的には、パンク寄りのガレージ・ロックと位置づけられることが多い。コリンとキャリーの双方がギターを弾き、ベースが存在しないことがバンドの大きな特徴であろう。ただし、時にコリンがバリトン・ギターを弾いたり、キャリーがチューニングを落としたギターを弾くことによってベースのパートを埋めることもある。また、女性の権利運動にも関心を示しており、それが幾つかの楽曲に反映されている。1997年発売の『Dig Me Out』は、『ローリング・ストーン誌が選ぶオールタイム・ベストアルバム500』に於いて272位にランクイン。

## ディスコグラフィー

### アルバム
- 『Sleater-Kinney』（1995年）
- 『Call the Doctor』（1996年）
- 『Dig Me Out』（1997年）
- 『The Hot Rock』（1999年）
- 『All Hands on the Bad One』（2000年）
- 『One Beat』（2002年）
- 『The Woods』（2005年）
- 『No Cities to Love』（2015年）
- 『The Center Won't Hold』（2019年）
- 『Path of Wellness』（2021年）